# Huang Hua (badminton)
Huang Hua (Quancim, 16 de novembro de 1969) é uma ex-jogadora de badminton chinesa. medalhsita olímpica, e ex-número 1 da modalidade.

## Carreira
Huang Hua representou seu país nos Jogos Olímpicos de Verão de 1992 conquistando a medalha de bronze, no individual feminino.